# 2,3,6,7-Tetrachlornaphthalin
2,3,6,7-Tetrachlornaphthalin ist ein chloriertes Derivat von Naphthalin. Die Struktur ähnelt zwar der als Sevesodioxin bekannt gewordenen Verbindung 2,3,7,8-Tetrachlordibenzodioxin, gehört jedoch zu den polychlorierten Naphthalinen (kurz PCN) und nicht zu den Dioxinen.

## Gewinnung und Darstellung
Das 2,3,6,7-Tetrachlornaphthalin kann in einer 11-stufigen Synthese aus 3,4-Dichlorphthalsäureanhydrid hergestellt werden. 1962 wurde es von Reimlinger und King erstmals synthetisiert.

## Eigenschaften

### Physikalische Eigenschaften
2,3,6,7-Tetrachlornaphthalin bildet weiße Nadeln und sublimiert bei 135 °C. Die Verbindung kristallisiert in einem monoklinen Gitter. Im Infrarotspektrum der Substanz treten Absorptionsbanden bei den Wellenzahlen 1638, 1478, 1458, 1346, 1177, 965, 902, 761 und 650 auf. Im Kernmagnetischen-Resonanz-Spektrum zeigen sich bei einer Lösung in Hexadeuterobenzol Wasserstoffatome bei 7,10 ppm (400 MHz, s, 4 H), Kohlenstoffatome bei 128,4 (quart.), 127,6 (quart.) und 128,0 (tert.) ppm (100 MHz).

### Chemische Eigenschaften
In einer 15-stündigen Elektrolyse bei −2,2 Volt an der Arbeitselektrode konnte 2,3,6,7-Tetrachlornaphthalin bis zu 98 % zu niederchlorierten oder halogenfreien Naphthalinderivaten abgebaut werden.